# Sargocentron microstoma
Sargocentron microstoma är en fiskart som först beskrevs av Günther, 1859.  Sargocentron microstoma ingår i släktet Sargocentron och familjen Holocentridae. Inga underarter finns listade i Catalogue of Life.